# Zoravar
Koordinaten: 40° 21′ 24,8″ N, 44° 31′ 23,2″ O

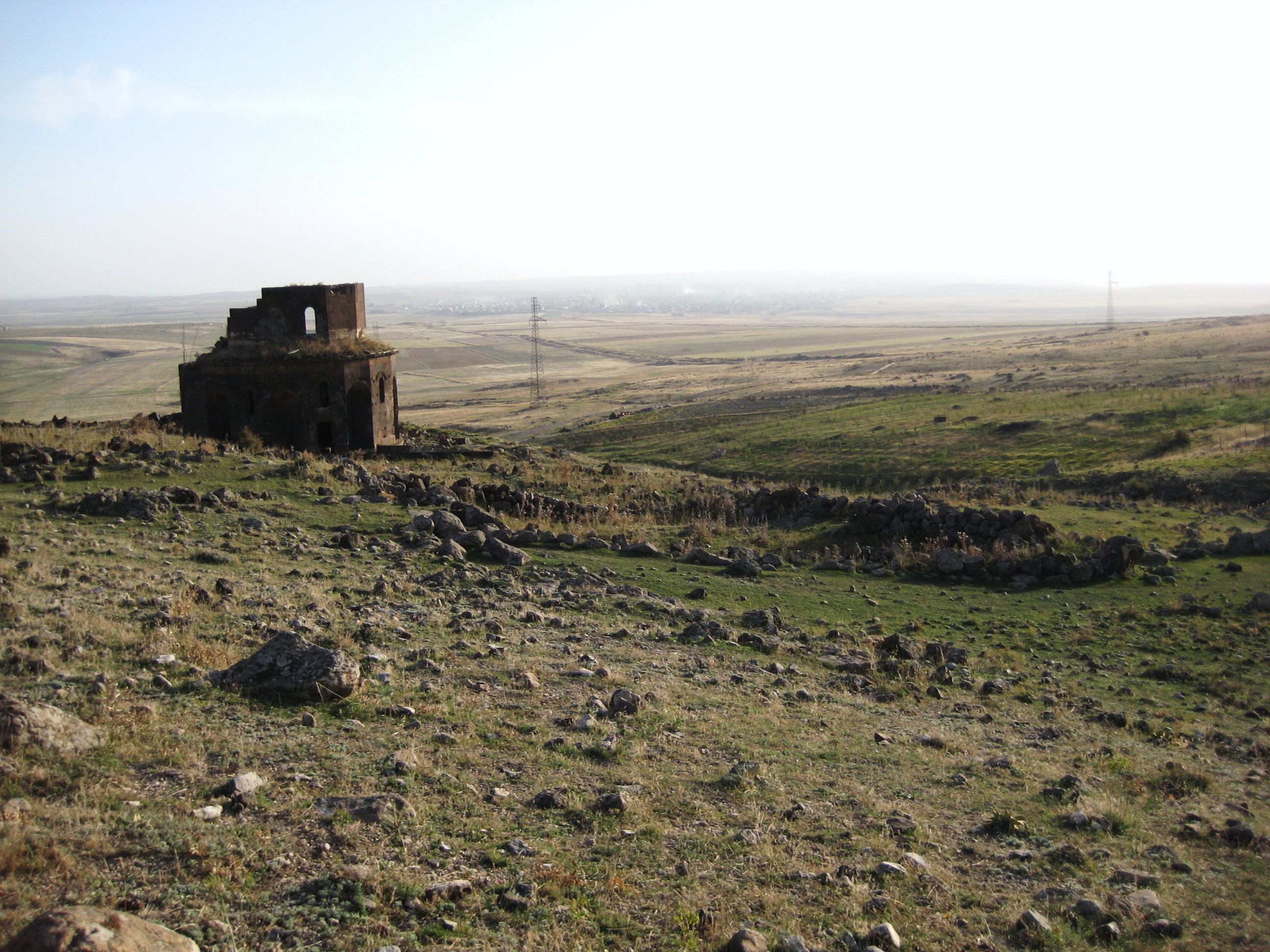
Vom Fuß des Berges Ara Richtung Südwesten in die Ebene.

Zoravar (armenisch Զորավոր), andere Umschriften Soravar, Sorawor, ist eine in der zweiten Hälfte des 7. Jahrhunderts errichtete Rundkirche mit acht Konchen bei Jeghward in der zentralarmenischen Provinz Kotajk. Die außerhalb des Dorfes Zoravan (Զորավան, früher Pokravan) erhaltene Ruine gilt als frühester oktogonaler Kirchenbau in Armenien.

## Lage

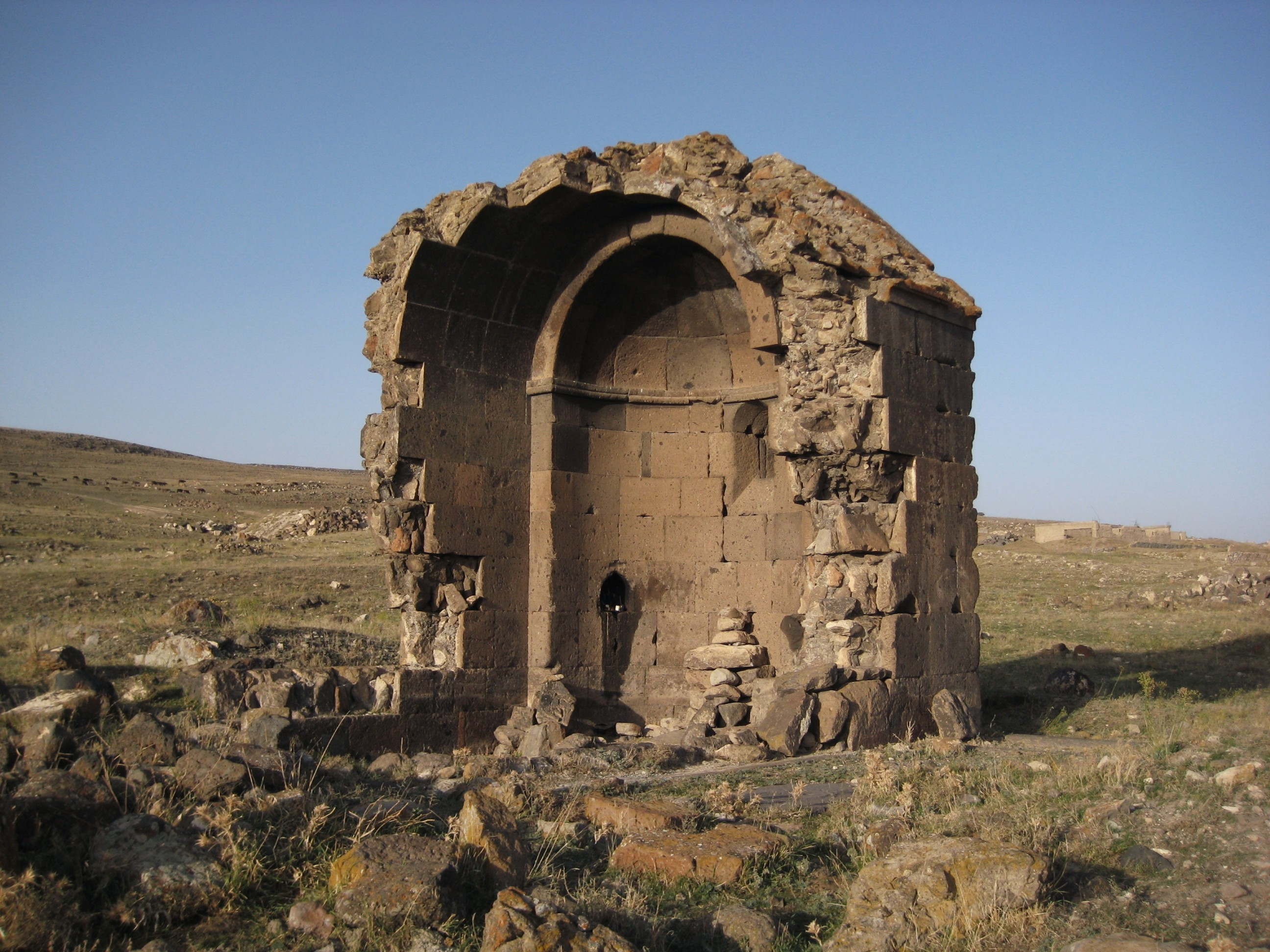
Ruine der Grabkapelle auf dem alten Friedhof wenig oberhalb der Kirche.

Zoravan liegt auf 1488 Metern Höhe in einer hügeligen Hochebene rund 22 Kilometer nördlich der Landeshauptstadt Jerewan und 3 Kilometer nordöstlich der Kleinstadt Jeghward an der Regionalstraße H4. Aus der als Weideland für Rinder und Schafe und als bewässertes Ackerland genutzten Ebene von Jeghward erhebt sich im Norden der breite zerklüftete Vulkan Ara (Arai lehr) mit einer Höhe von 2575 Metern. Die H4 führt weiter nach Norden bis zur Einmündung in die Schnellstraße zwischen Aschtarak und Aparan und umrundet dabei den Ara an seiner Ostflanke. Die mit Gras und vereinzelten Büschen bewachsenen Hügel waren im Mittelalter bewaldet. Die nächstgelegenen Reste von Eichen- und Ahornwäldern finden sich am Nordhang des Ara und auf der Tegheniats-Bergkette oberhalb des Dorfes Buzhakan. 
In Zoravan lebten im Januar 2008 nach der amtlichen Statistik 1566 Einwohner. Die Gegend ist seit vorchristlicher Zeit besiedelt, das Dorf geht jedoch überwiegend auf Einwanderer des 19. und Anfang des 20. Jahrhunderts aus der Türkei zurück. Vor dem südlichen Ortsrand führt bei einem kleinen Friedhof eine Erdstraße links nach oben und erreicht – an zwei Abzweigungen links haltend – knapp zwei Kilometer vom Dorf entfernt die Kirche, die am Hang eines mit Steinen übersäten Hügels liegt. Etwa 100 Meter weiter nordwestlich auf der Hügelkuppe steht auf einem alten Friedhof eine einschiffige Grabkapelle, die einst ein Tonnengewölbe besaß, das mit Steinplatten gedeckt war. Die halbrunde Apsis und ein Teil des Daches blieben erhalten. Einige Grabsteine und Bruchstücke von Chatschkaren in der Umgebung der Kapelle stammen aus frühchristlicher Zeit.

## Geschichte
Laut dem Geschichtsschreiber Wartan Bardjerberdtsi im 13. Jahrhundert ließ Fürst Grigor Mamikonian, die Kirche errichten. Er war etwa von 661 bis 685 Statthalter von Armenien; in einer unruhigen Zeit, als das Königreich bereits durch mehrere arabische Invasionen aufgelöst worden war. 640 eroberten arabische Truppen die Hauptstadt Dvin und richteten an der Bevölkerung ein Massaker an, bei dem auch der Katholikos der Armenisch-Apostolischen Kirche Ezr ums Leben kam. Unter fortwährendem äußeren Druck spalteten sich die armenischen Adelsfamilien in Unterstützer der Eroberer aus dem Süden und Anhänger der gegnerischen Byzantiner. Es bildeten sich einzelne Fraktionen, die mehrfach die Seiten wechselten. 701 hatten die Araber Armenien formal annektiert. Eine Erklärung, weshalb im 7. Jahrhundert kleine turmartige Rundkirchen gebaut wurden, könnte sein, dass diese bei Überfällen besser zu verteidigen waren als langgestreckte Basiliken. 

## Architekturgeschichtliche Entwicklung

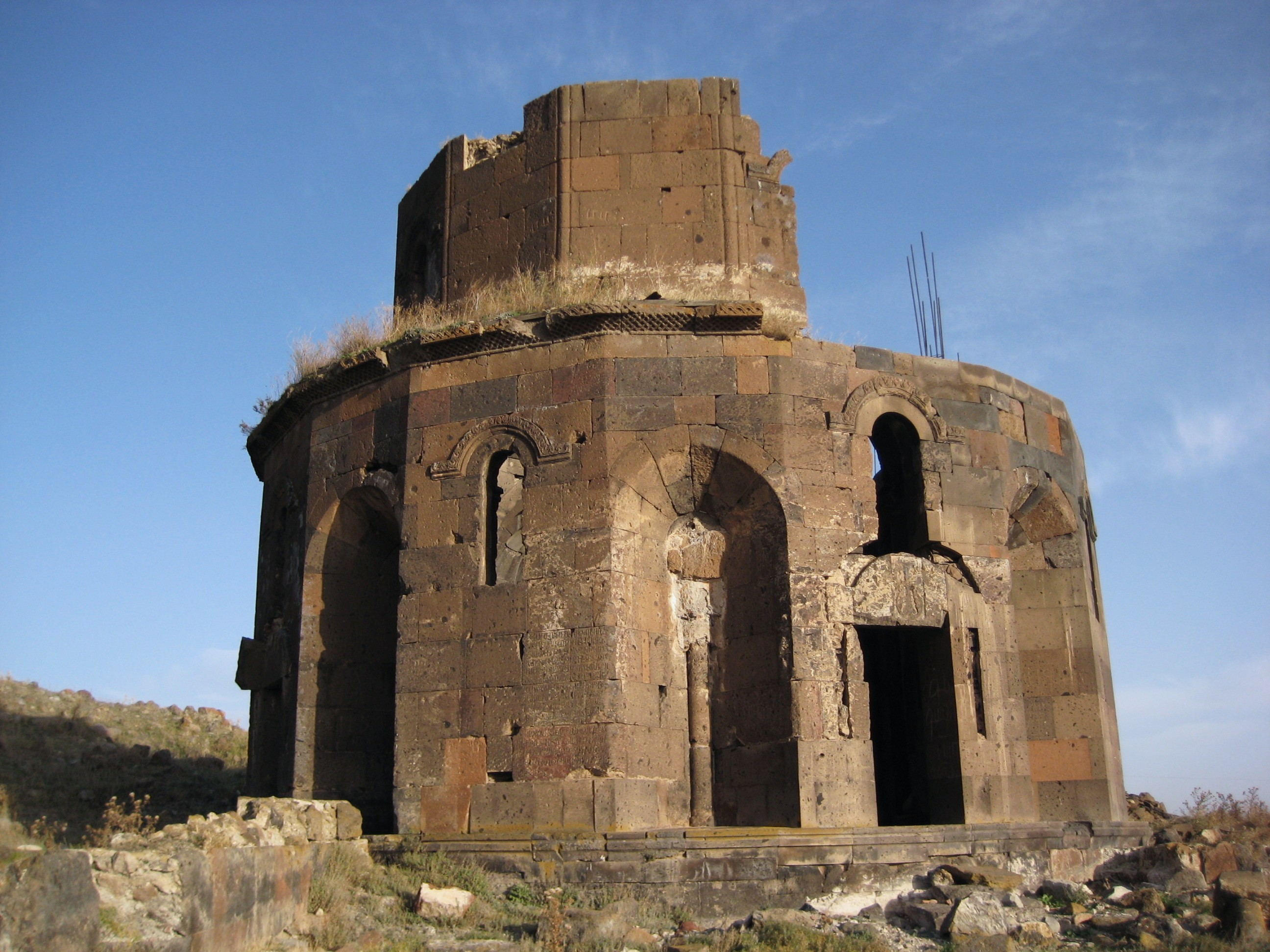
Westseite mit Eingang

Die ältesten erhaltenen armenischen Zentralbauten sind Anlagen mit vier Konchen, die in den vier Himmelsrichtungen von einem quadratischen Raum ausgehen. Den Zentralraum überragt ein Tambour mit einer Kuppel und einem abschließenden Kegel- oder Pyramidendach. Dabei werden mehrere Formen unterschieden: Tambour und Kuppel ruhen auf vier freistehenden Pfeilern wie beim Neubau der am Anfang der armenischen Tetrakonchen stehenden Kathedrale von Etschmiadsin (Etschmiadsin II) um 485. Dieser Typ wurde außer bei der Kathedrale von Bagaran (624–631) nicht weiterverfolgt.
Zu einem zweiten Zentralbautyp gehören Kreuzkuppelkirchen ohne Mittelpfeiler, die als Kuppelquadrate mit Strebenischen bezeichnet werden und bei denen der Tambour von den vier inneren Wandecken getragen wird. Diese entstanden im 7. Jahrhundert als kleine Trikonchen (Muttergotteskirche in Talin) oder als Monokonchen (Lmbatavank, Kamrawor-Kirche von Aschtarak). Bei letzteren stehen der halbrunden Konche des Altarraums im Osten drei rechteckige Seitenarme gegenüber. Eine Variante mit einer vergrößerten Kuppel, die auf den Seitenmitten der Außenwände aufliegt und so den gesamten Innenraum überspannt, kommt vermutlich erstmals bei der Johanneskirche in Mastara (Mitte 7. Jahrhundert) vor. Bei Erweiterungen dieser Grundrisse durch Eckräume seitlich des Altars liegen diese meist innerhalb einer geraden Außenwand und ergeben einen teilummantelten Bau. Vollständig ummantelt wird ein Zentralbau dann, wenn er Nebenräume in allen vier Ecken besitzt, die innerhalb eines rechteckigen Baukörpers liegen. Der älteste Vertreter dieses Typs ist die Kathedrale von Awan, die in das Ende des 6. Jahrhunderts datiert wird. Am Awan entsprechenden Ausgangspunkt der georgischen Architektur steht die Klosterkirche von Dschwari (586/–605/6).
Neben den Kuppelquadraten mit vier Ecknischen kategorisierte Josef Strzygowski 1918 auch die reinen Strebenischenbauten als „strahlenförmige Kuppelbauten“. Den Ursprung dieses dritten Bautyps stellt vermutlich die Kathedrale von Swartnoz dar, die üblicherweise in die Mitte des 7. Jahrhunderts datiert wird. Die Kuppel des inneren Baukörpers ruht hierbei auf einem über vier Wandpfeiler gespannten Quadrat von Gurtbögen. Den auf die Pfeiler abgeleiteten Schub fangen die zu einem Vierpass zusammengestellten halbrunden Konchen auf. Anstelle massiv gemauerter Konchenwände besaß die Kathedrale von Swartnoz an drei Seiten im Halbkreis aufgestellte Säulenarkaden, die für viel Licht im Innern sorgen, aber zugleich die Konstruktion instabil machen. Daher war zur statischen Absicherung ein äußerer Mauerring erforderlich, der im Erdgeschoss einen Umgang um den Zentralraum bildete. Spätere Nachahmungen sind unter anderem die Kathedrale von Bana (um 900) in der Osttürkei und die Gregorkirche des Gagik in Ani (Ende 10. Jahrhundert) an der türkisch-armenischen Grenze.
Als gedachte Weiterentwicklung der Kathedrale von Swartnoz können die polygonalen Grundrisse mit sechs oder acht Apsiden verstanden werden. Eine chronologische Entstehung nach zunehmender Apsidenzahl kann jedoch nicht belegt werden, sofern überhaupt verlässliche Datierungen vorliegen. Bei den auf syrische, nordmesopotamische und byzantinische Vorbilder zurückgehenden strahlenförmigen Kuppelkirchen in Armenien kommen zur selben Zeit erbaute Anlagen mit vier, sechs und acht Konchen vor.
Der älteste polygonale Konchenbau in Armenien ist die Zoravar-Kirche mit acht Konchen, die eine nahezu ideale Kreisform bildet, die sich ohne äußeren Umgang stabilisiert. Die ebenfalls oktogonale Kirche von Irind (Ende 7. oder 10. Jahrhundert) weicht von dieser klaren Form ab. Dort ist die Westseite als rechteckiger Eingangsraum ausgestaltet und die sieben verbliebenen Konchen werden durch zwei östliche Nebenräume ergänzt. Zoravar und Irind sind die beiden einzigen Achtkonchenanlagen des 7. Jahrhunderts in Armenien. Daneben ist seit 1976 noch eine Kirche mit sechs Konchen beim Dorf Aragads (Aragats, Aragac) am Achurjan-Fluss (40 Kilometer südöstlich Ani an der türkischen Grenze) bekannt, die Ende 6. oder Anfang 7. Jahrhundert erbaut worden sein dürfte. Auf ihr Vorbild geht vermutlich die hexagonale Kirche in der Zitadelle von Ani zurück, die inschriftlich 1026 datiert ist. Die Gregorkirche (Surb Grigor) von Ani (Ende 10. Jahrhundert) besitzt ebenfalls sechs Konchen. In das Jahr 1036 datiert ist die dortige Erlöserkirche mit acht Konchen. Ab der zweiten Hälfte des 10. Jahrhunderts wurden auch in Georgien Zentralbauten mit sechs Konchen errichtet. Einen symmetrischen oktogonalen Grundriss mit acht eingeschriebenen Konchen besaß die heute zerstörte Kirche von Varzahan nahe der nordosttürkischen Stadt Bayburt, die nur grob in das 10. oder 11. Jahrhundert datiert werden kann.

## Bauform

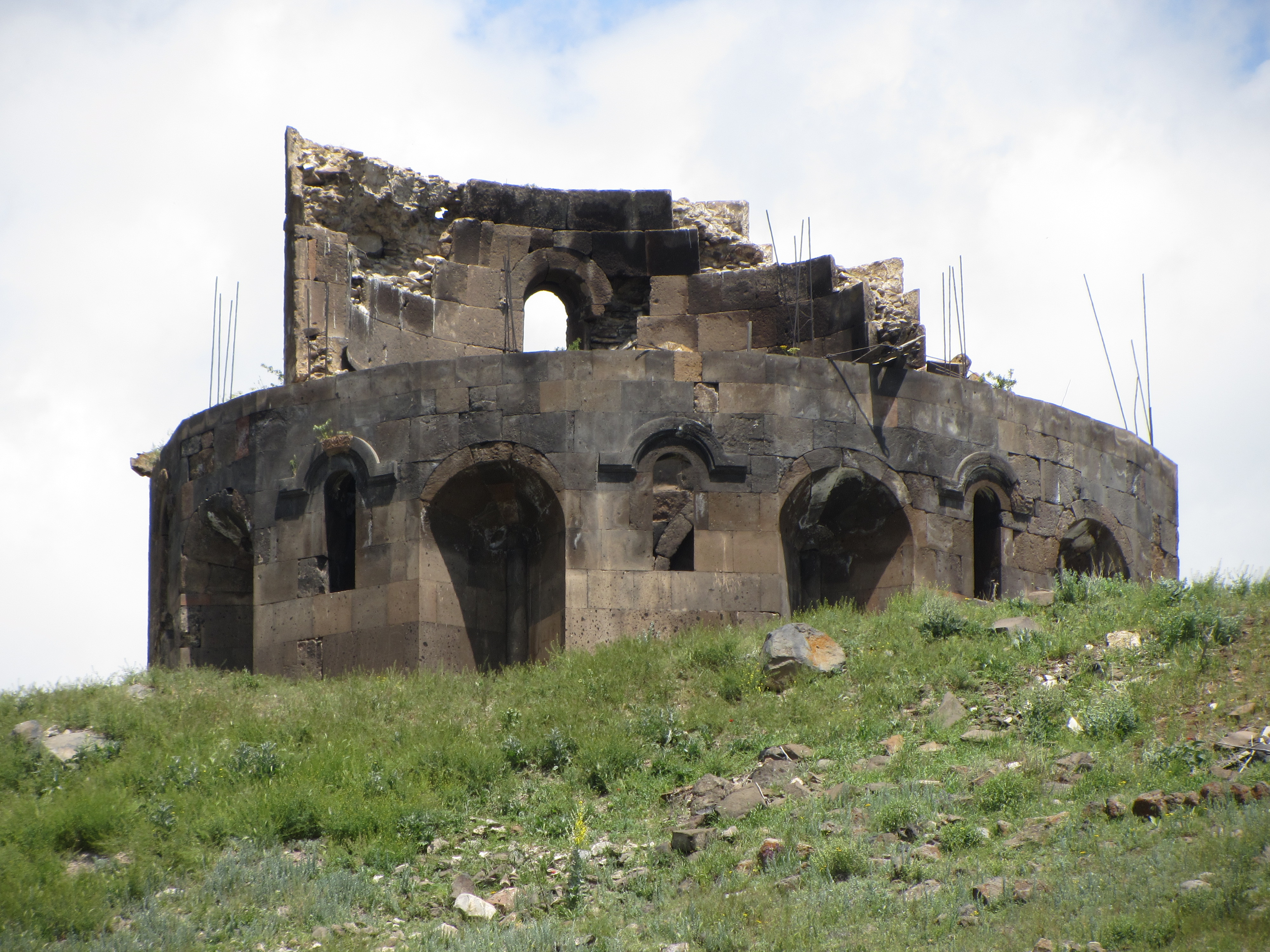
Südseite. Den herausragenden Betonarmierungseisen nach zu urteilen, war eine weitere Rekonstruktion vorgesehen.

Die kreisförmige Außenwand um die acht halbkreisförmigen Konchen ist durch breite Dreiecksnischen zwischen den Konchen gegliedert, so dass sich ein 18-seitiges Polygon ergibt. Die oben trichterförmig geschlossenen Dreiecksnischen, die auch als Gestaltungselemente von Basiliken vorkommen, sind sehr wahrscheinlich armenischen Ursprungs. Die Konchen schließen außen mittig mit geraden Wandflächen ab, nur die breitere Konche an der Ostseite ist außen pentagonal geformt und ragt etwa über die Kreislinie hinaus. Das Gebäude wird durch einen zweistufigen Sockel erhöht.
Die in den Raum ragenden Trennwände der Konchen enden an Halbsäulen mit würfelförmigen Kapitellen, die eine umlaufende Bogenreihe tragen. Sie bildet die Grundkonstruktion, von der Pendentifs in den Ecken zum innen runden und außen zwölfeckigen Tambour überleiten. Ein ehemals vorhandenes, mit Steinplatten gedecktes Pyramidendach kann nur vermutet werden.
Der Bauschmuck ist sparsamer als in Irind. Die Kanten der Tambourwände werden durch Rundstäbe hervorgehoben. Über den schmalen Rundbogenfenstern in jeder Konchenwand verlaufen hufeisenförmige Friese, die mit verschiedenen Arten von Weinranken, Blattgirlanden mit Palmetten oder Granatäpfeln und geometrischen Formen verziert sind. Die Kehle des vorkragenden Kranzgesimses am Hauptbau ist mit einem Korbgeflecht reliefiert; das nicht wieder rekonstruierte Gesims am Tambour zeigte Weinranken. Nach Putzresten zu urteilen, müssen die Innenwände einst bemalt gewesen sein.
Der Eingang befindet sich im Westen. Dort hatte man vermutlich bei einer Restaurierung Anfang des 14. Jahrhunderts einen heute fehlenden Gawit angebaut, dessen Eingangsseite wie in Mughni aus drei großen Arkaden bestand. 1947 wurde der bis dahin einzig erhaltene nördliche Teil des Gebäudes statisch gesichert. In den 1970er Jahren fanden weitere Restaurierungsmaßnahmen statt, so dass heute der Hauptbau nahezu vollständig rekonstruiert ist. Vom Tambour steht etwa ein Viertel der Wand an der Nordseite.